# Out of This World (televisieserie)
Out of This World is een Amerikaanse sitcom die werd uitgezonden van 1987 tot 1991. Het openingsnummer heet "Swinging on a Star" en werd gecomponeerd door Jimmy Van Heusen.

## Plot
Het sciencefictionverhaal van de serie gaat over Evie Garland, een tienermeisje met een buitenaardse vader en daardoor in het bezit is van bovennatuurlijke krachten. Zij ontdekt op haar dertiende verjaardag dat haar vader Troy een inwoner van de planeet Antares Prime is. Ze kreeg van hem een kubus waarmee ze kan communiceren. Troys stem is alleen op de achtergrond te horen.
Evie kan met haar krachten de tijd stilzetten, en probeert dit zoveel mogelijk te verbergen voor iedereen. Alleen de familie van Evie weet van haar superkrachten. Ze veroorzaakt hiermee meestal problemen die rechtgezet moeten worden in de rest van de aflevering.

## Rolverdeling
- Maureen Flannigan als Evie Ethel Garland
- Donna Pescow als Donna Froelich-Garland
- Burt Reynolds als de stem van Troy Garland
- Joe Alaskey als Beano Froelich
- Doug McClure als Kyle Applegate
- Buzz Belmondo als Buzz
- Christina Nigra als Lindsay Selkirk
- Steve Burton als Chris Fuller
- Carl Steven als Quigley Handlesman

## Afleveringen
| Seizoen | Afleveringen | Eerste uitzenddatum |
| ------- | ------------ | ------------------- |
| 1       | 24           | 17 september 1987   |
| 2       | 24           | 9 oktober 1988      |
| 3       | 24           | 7 oktober 1989      |
| 4       | 24           | 6 oktober 1990      |

Op 8 november 2011 verscheen in Duitsland een dvd-box van de serie die 35 afleveringen van seizoen 1 en 2 bevat.